# Tercera División de España 1954-55
La temporada 1954–55 de la Tercera División de España de fútbol corresponde a la 18.ª edición del campeonato y se disputó entre el 12 de septiembre de 1954 y el 29 de mayo de 1955.

## Sistema de competición
La Tercera División de España 1954-55 fue organizada por la Federación Española de Fútbol (RFEF).
El campeonato contó con la participación de 164 clubes divididos en dieciséis grupos - uno de ellos dividido en dos subgrupos - con distinto número de equipos cada uno. La competición siguió un sistema de liga, de modo que los equipos de cada grupo se enfrentaron entre sí, todos contra todos en dos ocasiones -una en campo propio y otra en campo contrario- sumando un total de 16, 18 y 20 jornadas según el grupo. El orden de los encuentros se decidió por sorteo antes de empezar la competición.
Se estableció una clasificación con arreglo a los puntos obtenidos en cada enfrentamiento, a razón de dos por partido ganado, uno por empatado y ninguno en caso de derrota. En caso de empate a puntos entre dos o más clubes en la clasificación, se tuvo en cuenta el mayor cociente de goles. 
Los dos primeros clasificados de cada grupo disputaron la Fase Final divididos en cuatro grupos de ocho equipos cada uno. Tan solo los primeros clasificados de cada grupo ascendieron directamente a Segunda División.
El resto de equipos jugaron la promoción de permanencia junto a equipos de Regional divididos en dieciséis grupos.

## Clasificaciones

### Grupo I
| Pos. | Equipo           | Pts. | PJ | G  | E | P  | GF | GC | Dif. | Clasificación                 |
| ---- | ---------------- | ---- | -- | -- | - | -- | -- | -- | ---- | ----------------------------- |
| 1    | Arsenal C. F.    | 25   | 18 | 10 | 5 | 3  | 44 | 17 | +27  | Acceso a Promoción de ascenso |
| 2    | Pontevedra C. F. | 24   | 18 | 11 | 2 | 5  | 46 | 32 | +14  | Acceso a Promoción de ascenso |
| 3    | Marín C. F.      | 24   | 18 | 10 | 4 | 4  | 35 | 30 | +5   |                               |
| 4    | C. D. Orense     | 23   | 18 | 9  | 5 | 4  | 36 | 25 | +11  |                               |
| 5    | Club Lemos       | 19   | 18 | 7  | 5 | 6  | 30 | 32 | −2   |                               |
| 6    | Turista S. C.    | 16   | 18 | 5  | 6 | 7  | 38 | 36 | +2   |                               |
| 7    | Fabril S. D.     | 15   | 18 | 6  | 3 | 9  | 36 | 31 | +5   |                               |
| 8    | C. D. Lugo       | 13   | 18 | 5  | 3 | 10 | 27 | 45 | −18  |                               |
| 9    | Arosa S. C.      | 11   | 18 | 4  | 3 | 11 | 19 | 38 | −19  |                               |
| 10   | Club Santiago    | 10   | 18 | 3  | 4 | 11 | 19 | 44 | −25  |                               |

 Fuente: Fútbol Regional

### Grupo II
| Pos. | Equipo                    | Pts. | PJ | G  | E | P  | GF | GC | Dif. | Clasificación                 |
| ---- | ------------------------- | ---- | -- | -- | - | -- | -- | -- | ---- | ----------------------------- |
| 1    | Club Langreano            | 26   | 18 | 11 | 4 | 3  | 44 | 19 | +25  | Acceso a Promoción de ascenso |
| 2    | Gimnástica de Torrelavega | 25   | 18 | 10 | 5 | 3  | 51 | 29 | +22  | Acceso a Promoción de ascenso |
| 3    | C. D. Laredo              | 22   | 18 | 10 | 2 | 6  | 41 | 32 | +9   |                               |
| 4    | C. D. San Martín          | 20   | 18 | 9  | 2 | 7  | 28 | 27 | +1   |                               |
| 5    | S. D. Rayo Cantabria      | 20   | 18 | 8  | 4 | 6  | 52 | 29 | +23  |                               |
| 6    | Real Titánico             | 18   | 18 | 8  | 2 | 8  | 36 | 45 | −9   |                               |
| 7    | C. D. Turón               | 14   | 18 | 5  | 4 | 9  | 31 | 50 | −19  |                               |
| 8    | Club Calzada              | 13   | 18 | 5  | 3 | 10 | 36 | 49 | −13  |                               |
| 9    | Santoña C. F.             | 12   | 18 | 5  | 2 | 11 | 29 | 46 | −17  |                               |
| 10   | Real Juvencia             | 10   | 18 | 3  | 4 | 11 | 32 | 54 | −22  |                               |

 Fuente: Fútbol Regional

### Grupo III
| Pos. | Equipo           | Pts. | PJ | G  | E | P  | GF | GC | Dif. | Clasificación                 |
| ---- | ---------------- | ---- | -- | -- | - | -- | -- | -- | ---- | ----------------------------- |
| 1    | Burgos C. F.     | 26   | 18 | 11 | 4 | 3  | 39 | 20 | +19  | Acceso a Promoción de ascenso |
| 2    | S. D. Indauchu   | 24   | 18 | 11 | 2 | 5  | 32 | 17 | +15  | Acceso a Promoción de ascenso |
| 3    | C. D. Basconia   | 23   | 18 | 11 | 1 | 6  | 29 | 32 | −3   |                               |
| 4    | C. D. Mirandés   | 19   | 18 | 9  | 1 | 8  | 24 | 23 | +1   |                               |
| 5    | Club Erandio     | 19   | 18 | 8  | 3 | 7  | 23 | 23 | 0    |                               |
| 6    | C. D. Villosa    | 19   | 18 | 7  | 5 | 6  | 32 | 23 | +9   |                               |
| 7    | C. D. Guecho     | 15   | 18 | 6  | 3 | 9  | 27 | 33 | −6   |                               |
| 8    | S. D. Begoña     | 14   | 18 | 6  | 2 | 10 | 24 | 27 | −3   |                               |
| 9    | Arenas Club      | 12   | 18 | 5  | 2 | 11 | 20 | 28 | −8   |                               |
| 10   | Club Portugalete | 9    | 18 | 4  | 1 | 13 | 21 | 45 | −24  |                               |

 Fuente: Fútbol Regional

### Grupo IV
| Pos. | Equipo                      | Pts. | PJ | G  | E | P  | GF | GC | Dif. | Clasificación                 |
| ---- | --------------------------- | ---- | -- | -- | - | -- | -- | -- | ---- | ----------------------------- |
| 1    | C. D. Tudelano              | 28   | 18 | 13 | 2 | 3  | 37 | 22 | +15  | Acceso a Promoción de ascenso |
| 2    | C. D. Elgóibar              | 25   | 18 | 11 | 3 | 4  | 51 | 24 | +27  | Acceso a Promoción de ascenso |
| 3    | J. D. Mondragón             | 20   | 18 | 9  | 2 | 7  | 37 | 24 | +13  |                               |
| 4    | Villafranca U. C.           | 20   | 18 | 9  | 2 | 7  | 31 | 29 | +2   |                               |
| 5    | C. D. Recreación de Logroño | 18   | 18 | 7  | 4 | 7  | 43 | 40 | +3   |                               |
| 6    | C. D. Peña Sport            | 16   | 18 | 5  | 6 | 7  | 27 | 38 | −11  |                               |
| 7    | C. D. Izarra                | 15   | 18 | 5  | 5 | 8  | 22 | 26 | −4   |                               |
| 8    | C. D. Anaitasuna            | 15   | 18 | 5  | 5 | 8  | 24 | 33 | −9   |                               |
| 9    | C. D. Calahorra             | 12   | 18 | 6  | 1 | 11 | 22 | 46 | −24  |                               |
| 10   | C. D. Azcoyen               | 10   | 18 | 3  | 4 | 11 | 19 | 31 | −12  |                               |

 Fuente: Fútbol Regional

### Grupo V
| Pos. | Equipo               | Pts. | PJ | G  | E | P  | GF | GC | Dif. | Clasificación                 |
| ---- | -------------------- | ---- | -- | -- | - | -- | -- | -- | ---- | ----------------------------- |
| 1    | Arenas S. D.         | 27   | 18 | 12 | 3 | 3  | 34 | 16 | +18  | Acceso a Promoción de ascenso |
| 2    | C. D. Binéfar        | 23   | 18 | 11 | 1 | 6  | 40 | 25 | +15  | Acceso a Promoción de ascenso |
| 3    | C. D. Numancia       | 20   | 18 | 9  | 2 | 7  | 34 | 26 | +8   |                               |
| 4    | C. D. Calatayud      | 20   | 18 | 8  | 4 | 6  | 31 | 27 | +4   |                               |
| 5    | Utebo C. F.          | 19   | 18 | 8  | 3 | 7  | 27 | 28 | −1   |                               |
| 6    | S. D. Montañesa      | 18   | 18 | 8  | 2 | 8  | 31 | 31 | 0    |                               |
| 7    | U. D. Amistad        | 15   | 18 | 7  | 1 | 10 | 35 | 38 | −3   |                               |
| 8    | C. D. Gallur         | 13   | 18 | 5  | 3 | 10 | 25 | 41 | −16  |                               |
| 9    | U. D. Huesca         | 12   | 18 | 5  | 3 | 10 | 26 | 33 | −7   |                               |
| 10   | C. D. Celta Zaragoza | 12   | 18 | 4  | 4 | 10 | 23 | 41 | −18  |                               |

 Fuente: Fútbol Regional

### Grupo VI
| Pos. | Equipo           | Pts. | PJ | G  | E | P  | GF | GC | Dif. | Clasificación                 |
| ---- | ---------------- | ---- | -- | -- | - | -- | -- | -- | ---- | ----------------------------- |
| 1    | Gerona C. F.     | 31   | 20 | 15 | 1 | 4  | 47 | 14 | +33  | Acceso a Promoción de ascenso |
| 2    | C. D. Manresa    | 26   | 20 | 11 | 4 | 5  | 48 | 29 | +19  | Acceso a Promoción de ascenso |
| 3    | C. D. San Andrés | 26   | 20 | 11 | 4 | 5  | 37 | 23 | +14  |                               |
| 4    | U. D. Vich       | 25   | 20 | 10 | 5 | 5  | 27 | 28 | −1   |                               |
| 5    | C. F. Mollet     | 20   | 20 | 9  | 2 | 9  | 33 | 29 | +4   |                               |
| 6    | C. D. Granollers | 19   | 20 | 6  | 7 | 7  | 33 | 37 | −4   |                               |
| 7    | C. D. Mataró     | 18   | 20 | 8  | 2 | 10 | 33 | 28 | +5   |                               |
| 8    | C. F. Badalona   | 16   | 20 | 6  | 4 | 10 | 34 | 34 | 0    |                               |
| 9    | C. D. Puigreig   | 14   | 20 | 6  | 2 | 12 | 31 | 51 | −20  |                               |
| 10   | C. D. Moncada    | 13   | 20 | 5  | 3 | 12 | 25 | 51 | −26  |                               |
| 11   | C. D. Júpiter    | 12   | 20 | 3  | 6 | 11 | 27 | 51 | −24  |                               |

 Fuente: Fútbol Regional

### Grupo VII
| Pos. | Equipo                    | Pts. | PJ | G  | E | P  | GF | GC | Dif. | Clasificación                 |
| ---- | ------------------------- | ---- | -- | -- | - | -- | -- | -- | ---- | ----------------------------- |
| 1    | Gimnástico de Tarragona   | 24   | 18 | 10 | 4 | 4  | 37 | 17 | +20  | Acceso a Promoción de ascenso |
| 2    | C. D. Tortosa             | 24   | 18 | 11 | 2 | 5  | 49 | 34 | +15  | Acceso a Promoción de ascenso |
| 3    | C. F. Hércules Hospitalet | 22   | 18 | 9  | 4 | 5  | 30 | 26 | +4   |                               |
| 4    | C. F. Amposta             | 18   | 18 | 8  | 2 | 8  | 24 | 25 | −1   |                               |
| 5    | U. A. Horta               | 18   | 18 | 7  | 4 | 7  | 31 | 31 | 0    |                               |
| 6    | C. F. Reus Deportivo      | 17   | 18 | 6  | 5 | 7  | 33 | 36 | −3   |                               |
| 7    | U. D. Sans                | 16   | 18 | 5  | 6 | 7  | 36 | 41 | −5   |                               |
| 8    | U. D. Pueblo Seco         | 16   | 18 | 6  | 4 | 8  | 27 | 34 | −7   |                               |
| 9    | C. D. Europa              | 13   | 18 | 6  | 1 | 11 | 26 | 38 | −12  |                               |
| 10   | U. D. San Martín          | 12   | 18 | 5  | 2 | 11 | 21 | 32 | −11  |                               |

 Fuente: Fútbol Regional

### Grupo VIII

#### Mallorca
| Pos. | Equipo                  | Pts. | PJ | G | E | P  | GF | GC | Dif. | Clasificación                                      |
| ---- | ----------------------- | ---- | -- | - | - | -- | -- | -- | ---- | -------------------------------------------------- |
| 1    | R. C. D. Mallorca       | 20   | 14 | 9 | 2 | 3  | 35 | 20 | +15  | Acceso a Promoción de ascenso                      |
| 2    | C. D. Constancia        | 19   | 14 | 9 | 1 | 4  | 30 | 18 | +12  | Acceso a Play–off Balear para Promoción de ascenso |
| 3    | C. D. Manacor           | 18   | 14 | 8 | 2 | 4  | 27 | 18 | +9   |                                                    |
| 4    | U. D. Poblense          | 15   | 14 | 6 | 3 | 5  | 22 | 23 | −1   |                                                    |
| 5    | C. D. Atlético Baleares | 14   | 14 | 6 | 2 | 6  | 33 | 25 | +8   |                                                    |
| 6    | C. D. Binissalem        | 12   | 14 | 6 | 0 | 8  | 22 | 31 | −9   |                                                    |
| 7    | U. D. Porreras          | 10   | 14 | 4 | 2 | 8  | 27 | 36 | −9   |                                                    |
| 8    | C. D. Santañí           | 4    | 14 | 1 | 2 | 11 | 25 | 50 | −25  |                                                    |

 Fuente: Fútbol Regional

#### Menorca
| Pos. | Equipo                  | Pts. | PJ | G | E | P | GF | GC | Dif. | Clasificación                                      |
| ---- | ----------------------- | ---- | -- | - | - | - | -- | -- | ---- | -------------------------------------------------- |
| 1    | U. D. Mahón             | 18   | 10 | 9 | 0 | 1 | 29 | 8  | +21  | Acceso a Play–off Balear para Promoción de ascenso |
| 2    | C. D. Menorca           | 10   | 10 | 5 | 0 | 5 | 19 | 17 | +2   |                                                    |
| 3    | C. D. Minerva Ciudadela | 10   | 10 | 5 | 0 | 5 | 28 | 21 | +7   |                                                    |
| 4    | C. D. Ciudadela         | 9    | 10 | 4 | 1 | 5 | 15 | 23 | −8   |                                                    |
| 5    | C. D. Alayor            | 7    | 10 | 3 | 1 | 6 | 9  | 20 | −11  |                                                    |
| 6    | C. D. Mercadal          | 6    | 10 | 2 | 2 | 6 | 10 | 21 | −11  | Descenso a Regional                                |

 Fuente: Fútbol Regional

#### Play-off
|  | Final            |   |   |  |
|  |                  |   |   |  |
|  | U. D. Mahón      | 0 | 2 |  |
|  | U. D. Mahón      | 0 | 2 |  |
|  | C. D. Constancia | 1 | 0 |  |
|  | C. D. Constancia | 1 | 0 |  |

### Grupo IX
| Pos. | Equipo                 | Pts. | PJ | G  | E | P  | GF | GC | Dif. | Clasificación                 |
| ---- | ---------------------- | ---- | -- | -- | - | -- | -- | -- | ---- | ----------------------------- |
| 1    | C. D. Alcoyano         | 25   | 18 | 10 | 5 | 3  | 39 | 19 | +20  | Acceso a Promoción de ascenso |
| 2    | C. D. Mestalla         | 23   | 18 | 11 | 1 | 6  | 47 | 24 | +23  | Acceso a Promoción de ascenso |
| 3    | C. D. Burriana         | 21   | 18 | 9  | 3 | 6  | 21 | 20 | +1   |                               |
| 4    | C. F. Gandía           | 20   | 18 | 9  | 2 | 7  | 39 | 41 | −2   |                               |
| 5    | Alicante C. F.         | 19   | 18 | 7  | 5 | 6  | 42 | 31 | +11  |                               |
| 6    | U. D. Alcira           | 18   | 18 | 7  | 4 | 7  | 40 | 36 | +4   |                               |
| 7    | Albacete Balompié      | 16   | 18 | 7  | 2 | 9  | 40 | 39 | +1   |                               |
| 8    | Peña Deportiva Soriano | 16   | 18 | 7  | 2 | 9  | 38 | 47 | −9   |                               |
| 9    | Villena C. F.          | 14   | 18 | 4  | 6 | 8  | 31 | 50 | −19  |                               |
| 10   | Catarroja C. F.        | 8    | 18 | 3  | 2 | 13 | 19 | 49 | −30  |                               |

 Fuente: Fútbol Regional

### Grupo X
| Pos. | Equipo                   | Pts. | PJ | G  | E | P  | GF | GC | Dif. | Clasificación                 |
| ---- | ------------------------ | ---- | -- | -- | - | -- | -- | -- | ---- | ----------------------------- |
| 1    | Elche C. F.              | 28   | 18 | 14 | 0 | 4  | 47 | 21 | +26  | Acceso a Promoción de ascenso |
| 2    | C. D. Eldense            | 25   | 18 | 10 | 5 | 3  | 39 | 26 | +13  | Acceso a Promoción de ascenso |
| 3    | Hellín Deportivo         | 23   | 18 | 10 | 3 | 5  | 46 | 19 | +27  |                               |
| 4    | U. D. Cartagenera        | 22   | 18 | 10 | 2 | 6  | 56 | 30 | +26  |                               |
| 5    | C. D. Yeclano            | 20   | 18 | 10 | 0 | 8  | 40 | 33 | +7   |                               |
| 6    | C. D. Lorca              | 19   | 18 | 8  | 3 | 7  | 37 | 35 | +2   |                               |
| 7    | Imperial C. F.           | 15   | 18 | 6  | 3 | 9  | 29 | 43 | −14  |                               |
| 8    | Novelda C. F.            | 14   | 18 | 6  | 2 | 10 | 34 | 49 | −15  |                               |
| 9    | C. D. Aspense            | 8    | 18 | 3  | 2 | 13 | 26 | 61 | −35  |                               |
| 10   | Orihuela Deportiva C. F. | 6    | 18 | 2  | 2 | 14 | 16 | 53 | −37  |                               |

 Fuente: Fútbol Regional

### Grupo XI
| Pos. | Equipo                      | Pts. | PJ | G  | E | P  | GF | GC | Dif. | Clasificación                 |
| ---- | --------------------------- | ---- | -- | -- | - | -- | -- | -- | ---- | ----------------------------- |
| 1    | Cádiz C. F.                 | 28   | 18 | 13 | 2 | 3  | 51 | 19 | +32  | Acceso a Promoción de ascenso |
| 2    | Algeciras C. F.             | 26   | 18 | 12 | 2 | 4  | 55 | 25 | +30  | Acceso a Promoción de ascenso |
| 3    | Peñarroya-Pueblonuevo C. F. | 23   | 18 | 11 | 1 | 6  | 52 | 29 | +23  |                               |
| 4    | Córdoba C. F.               | 18   | 18 | 8  | 2 | 8  | 35 | 38 | −3   |                               |
| 5    | R. C. Recreativo de Huelva  | 18   | 18 | 9  | 0 | 9  | 42 | 40 | +2   |                               |
| 6    | Constantina C. F.           | 16   | 18 | 7  | 2 | 9  | 34 | 42 | −8   |                               |
| 7    | Recreativo Portuense        | 15   | 18 | 6  | 3 | 9  | 24 | 32 | −8   |                               |
| 8    | Lora C. F.                  | 15   | 18 | 6  | 3 | 9  | 24 | 36 | −12  |                               |
| 9    | C. D. Utrera                | 14   | 18 | 6  | 2 | 10 | 33 | 56 | −23  |                               |
| 10   | Chiclana C. F.              | 7    | 18 | 2  | 3 | 13 | 23 | 56 | −33  |                               |

 Fuente: Fútbol Regional

### Grupo XII
| Pos. | Equipo             | Pts. | PJ | G  | E | P  | GF | GC | Dif. | Clasificación                 |
| ---- | ------------------ | ---- | -- | -- | - | -- | -- | -- | ---- | ----------------------------- |
| 1    | Úbeda C. F.        | 25   | 18 | 12 | 1 | 5  | 39 | 29 | +10  | Acceso a Promoción de ascenso |
| 2    | C. D. Iliturgi     | 23   | 18 | 10 | 3 | 5  | 54 | 36 | +18  | Acceso a Promoción de ascenso |
| 3    | C. D. Linares      | 22   | 18 | 10 | 2 | 6  | 56 | 32 | +24  |                               |
| 4    | Atlético Almería   | 21   | 18 | 10 | 1 | 7  | 45 | 33 | +12  |                               |
| 5    | Martos C. F.       | 17   | 18 | 8  | 1 | 9  | 38 | 38 | 0    |                               |
| 6    | Motril C. F.       | 17   | 18 | 8  | 1 | 9  | 38 | 43 | −5   |                               |
| 7    | Atlético Malagueño | 16   | 18 | 6  | 4 | 8  | 37 | 44 | −7   |                               |
| 8    | Recreativo Granada | 15   | 18 | 5  | 5 | 8  | 32 | 41 | −9   |                               |
| 9    | C. D. Antequerano  | 13   | 18 | 5  | 3 | 10 | 36 | 50 | −14  |                               |
| 10   | Atlético Bastetano | 11   | 18 | 4  | 3 | 11 | 25 | 54 | −29  |                               |

 Fuente: Fútbol Regional

### Grupo XIII
| Pos. | Equipo                  | Pts. | PJ | G  | E | P  | GF | GC | Dif. | Clasificación                 |
| ---- | ----------------------- | ---- | -- | -- | - | -- | -- | -- | ---- | ----------------------------- |
| 1    | S. D. Ceuta             | 28   | 16 | 13 | 2 | 1  | 53 | 13 | +40  | Acceso a Promoción de ascenso |
| 2    | U. D. Melilla           | 23   | 16 | 10 | 3 | 3  | 35 | 16 | +19  | Acceso a Promoción de ascenso |
| 3    | S. D. Villa Nador       | 17   | 16 | 6  | 5 | 5  | 24 | 25 | −1   |                               |
| 4    | Larache C. F.           | 17   | 16 | 7  | 3 | 6  | 29 | 24 | +5   |                               |
| 5    | C. D. Alcázar           | 15   | 16 | 6  | 3 | 7  | 23 | 31 | −8   |                               |
| 6    | S. D. África Ceutí      | 13   | 16 | 6  | 1 | 9  | 24 | 24 | 0    |                               |
| 7    | Español C. F. de Tetuán | 13   | 16 | 4  | 5 | 7  | 19 | 38 | −19  |                               |
| 8    | Unión Tangerina         | 11   | 16 | 4  | 3 | 9  | 15 | 28 | −13  |                               |
| 9    | C. D. Pescadores        | 7    | 16 | 2  | 3 | 11 | 18 | 41 | −23  |                               |

 Fuente: Fútbol Regional

### Grupo XIV
| Pos. | Equipo                      | Pts. | PJ | G  | E | P  | GF | GC | Dif. | Clasificación                 |
| ---- | --------------------------- | ---- | -- | -- | - | -- | -- | -- | ---- | ----------------------------- |
| 1    | C. D. Don Benito            | 27   | 18 | 13 | 1 | 4  | 64 | 25 | +39  | Acceso a Promoción de ascenso |
| 2    | S. D. Emeritense            | 25   | 18 | 11 | 3 | 4  | 56 | 24 | +32  | Acceso a Promoción de ascenso |
| 3    | C. D. Manchego              | 25   | 18 | 12 | 1 | 5  | 54 | 23 | +31  |                               |
| 4    | C. F. Calvo Sotelo          | 21   | 18 | 9  | 3 | 6  | 48 | 28 | +20  |                               |
| 5    | C. D. Villanovense          | 20   | 18 | 9  | 2 | 7  | 35 | 32 | +3   |                               |
| 6    | C. D. Cacereño              | 19   | 18 | 9  | 1 | 8  | 43 | 36 | +7   |                               |
| 7    | C. D. Metalúrgica Extremeña | 13   | 18 | 5  | 3 | 10 | 25 | 48 | −23  |                               |
| 8    | U. D. Azuaga                | 11   | 18 | 5  | 1 | 12 | 29 | 63 | −34  |                               |
| 9    | C. D. Plasencia             | 10   | 18 | 3  | 4 | 11 | 22 | 68 | −46  |                               |
| 10   | C. D. Montijo               | 9    | 18 | 3  | 3 | 12 | 32 | 61 | −29  |                               |

 Fuente: Fútbol Regional

### Grupo XV
| Pos. | Equipo                     | Pts. | PJ | G  | E | P  | GF | GC | Dif. | Clasificación                 |
| ---- | -------------------------- | ---- | -- | -- | - | -- | -- | -- | ---- | ----------------------------- |
| 1    | Recreativo Europa Delicias | 27   | 18 | 13 | 1 | 4  | 50 | 17 | +33  | Acceso a Promoción de ascenso |
| 2    | U. D. Salamanca            | 26   | 18 | 11 | 4 | 3  | 45 | 22 | +23  | Acceso a Promoción de ascenso |
| 3    | S. D. Ponferradina         | 25   | 18 | 11 | 3 | 4  | 42 | 21 | +21  |                               |
| 4    | C. F. Júpiter Leonés       | 22   | 18 | 9  | 4 | 5  | 44 | 23 | +21  |                               |
| 5    | Atlético Palencia          | 19   | 18 | 6  | 7 | 5  | 41 | 38 | +3   |                               |
| 6    | Atlético Zamora            | 18   | 18 | 8  | 2 | 8  | 20 | 27 | −7   |                               |
| 7    | S. D. Gimnástica Segoviana | 15   | 18 | 5  | 5 | 8  | 28 | 36 | −8   |                               |
| 8    | CAA Salesianos Salamanca   | 14   | 18 | 5  | 4 | 9  | 28 | 38 | −10  |                               |
| 9    | Real Ávila C. F.           | 11   | 18 | 5  | 1 | 12 | 30 | 35 | −5   |                               |
| 10   | S. D. Unión Castilla       | 3    | 18 | 1  | 1 | 16 | 11 | 82 | −71  |                               |

 Fuente: Fútbol Regional

### Grupo XVI
| Pos. | Equipo               | Pts. | PJ | G  | E | P  | GF | GC | Dif. | Clasificación                 |
| ---- | -------------------- | ---- | -- | -- | - | -- | -- | -- | ---- | ----------------------------- |
| 1    | A. D. Plus Ultra     | 26   | 18 | 12 | 2 | 4  | 47 | 25 | +22  | Acceso a Promoción de ascenso |
| 2    | A. D. Rayo Vallecano | 23   | 18 | 9  | 5 | 4  | 37 | 16 | +21  | Acceso a Promoción de ascenso |
| 3    | Aranjuez C. F.       | 20   | 18 | 9  | 2 | 7  | 45 | 31 | +14  |                               |
| 4    | C. D. Cuatro Caminos | 18   | 18 | 7  | 4 | 7  | 34 | 39 | −5   |                               |
| 5    | C. D. Leganés        | 17   | 18 | 7  | 3 | 8  | 43 | 46 | −3   |                               |
| 6    | U. D. Girod          | 17   | 18 | 8  | 1 | 9  | 33 | 39 | −6   |                               |
| 7    | U. D. San Lorenzo    | 17   | 18 | 6  | 5 | 7  | 35 | 38 | −3   |                               |
| 8    | C. D. Toledo         | 16   | 18 | 6  | 4 | 8  | 35 | 41 | −6   |                               |
| 9    | U. B. Conquense      | 13   | 18 | 5  | 3 | 10 | 21 | 34 | −13  |                               |
| 10   | C. D. Guadalajara    | 13   | 18 | 3  | 7 | 8  | 25 | 46 | −21  |                               |

 Fuente: Fútbol Regional

## Fase Final de Ascenso

### Grupo I
| Pos. | Equipo                     | Pts. | PJ | G | E | P | GF | GC | Dif. | Clasificación              |
| ---- | -------------------------- | ---- | -- | - | - | - | -- | -- | ---- | -------------------------- |
| 1    | S. D. Indauchu (A)         | 19   | 14 | 8 | 3 | 3 | 31 | 13 | +18  | Ascenso a Segunda División |
| 2    | Club Langreano             | 17   | 14 | 8 | 1 | 5 | 31 | 27 | +4   |                            |
| 3    | Arsenal C. F.              | 15   | 14 | 6 | 3 | 5 | 25 | 23 | +2   |                            |
| 4    | U. D. Salamanca            | 15   | 14 | 5 | 5 | 4 | 22 | 19 | +3   |                            |
| 5    | Gimnástica de Torrelavega  | 14   | 14 | 5 | 4 | 5 | 18 | 21 | −3   |                            |
| 6    | Recreativo Europa Delicias | 13   | 14 | 4 | 5 | 5 | 14 | 18 | −4   |                            |
| 7    | Burgos C. F.               | 11   | 14 | 3 | 5 | 6 | 27 | 37 | −10  |                            |
| 8    | Pontevedra C. F.           | 8    | 14 | 3 | 2 | 9 | 21 | 31 | −10  |                            |

 Fuente: Fútbol Regional

### Grupo II
| Pos. | Equipo               | Pts. | PJ | G | E | P | GF | GC | Dif. | Clasificación              |
| ---- | -------------------- | ---- | -- | - | - | - | -- | -- | ---- | -------------------------- |
| 1    | A. D. Plus Ultra (A) | 19   | 14 | 9 | 1 | 4 | 32 | 23 | +9   | Ascenso a Segunda División |
| 2    | C. D. Manresa        | 16   | 14 | 6 | 4 | 4 | 36 | 20 | +16  |                            |
| 3    | Gerona C. F.         | 16   | 14 | 8 | 0 | 6 | 37 | 24 | +13  |                            |
| 4    | Arenas S. D.         | 16   | 14 | 7 | 2 | 5 | 23 | 19 | +4   |                            |
| 5    | C. D. Elgóibar       | 14   | 14 | 6 | 2 | 6 | 31 | 31 | 0    |                            |
| 6    | C. D. Tudelano       | 13   | 14 | 4 | 5 | 5 | 27 | 32 | −5   |                            |
| 7    | C. D. Binéfar        | 10   | 14 | 4 | 2 | 8 | 21 | 41 | −20  |                            |
| 8    | A. D. Rayo Vallecano | 8    | 14 | 3 | 2 | 9 | 26 | 43 | −17  |                            |

 Fuente: Fútbol Regional

### Grupo III
| Pos. | Equipo                  | Pts. | PJ | G | E | P | GF | GC | Dif. | Clasificación              |
| ---- | ----------------------- | ---- | -- | - | - | - | -- | -- | ---- | -------------------------- |
| 1    | C. D. Mestalla (A)      | 20   | 14 | 9 | 2 | 3 | 39 | 16 | +23  | Ascenso a Segunda División |
| 2    | C. D. Eldense           | 18   | 14 | 7 | 4 | 3 | 27 | 17 | +10  |                            |
| 3    | C. D. Alcoyano          | 16   | 14 | 7 | 2 | 5 | 19 | 21 | −2   |                            |
| 4    | C. D. Tortosa           | 14   | 14 | 6 | 2 | 6 | 25 | 22 | +3   |                            |
| 5    | Gimnástico de Tarragona | 14   | 14 | 7 | 0 | 7 | 24 | 23 | +1   |                            |
| 6    | U. D. Mahón             | 11   | 14 | 4 | 3 | 7 | 15 | 27 | −12  |                            |
| 7    | Elche C. F.             | 10   | 14 | 5 | 0 | 9 | 20 | 32 | −12  |                            |
| 8    | R. C. D. Mallorca       | 9    | 14 | 4 | 1 | 9 | 22 | 33 | −11  |                            |

 Fuente: Fútbol Regional

### Grupo IV
| Pos. | Equipo           | Pts. | PJ | G | E | P | GF | GC | Dif. | Clasificación              |
| ---- | ---------------- | ---- | -- | - | - | - | -- | -- | ---- | -------------------------- |
| 1    | Cádiz C. F. (A)  | 19   | 14 | 9 | 1 | 4 | 32 | 14 | +18  | Ascenso a Segunda División |
| 2    | Algeciras C. F.  | 16   | 14 | 7 | 2 | 5 | 28 | 25 | +3   |                            |
| 3    | S. D. Ceuta      | 14   | 14 | 6 | 2 | 6 | 30 | 21 | +9   |                            |
| 4    | S. D. Emeritense | 13   | 14 | 5 | 3 | 6 | 27 | 33 | −6   |                            |
| 5    | C. D. Don Benito | 13   | 14 | 4 | 5 | 5 | 28 | 34 | −6   |                            |
| 6    | U. D. Melilla    | 13   | 14 | 6 | 1 | 7 | 24 | 22 | +2   |                            |
| 7    | Úbeda C. F.      | 12   | 14 | 6 | 0 | 8 | 28 | 32 | −4   |                            |
| 8    | C. D. Iliturgi   | 12   | 14 | 6 | 0 | 8 | 21 | 37 | −16  |                            |

 Fuente: Fútbol Regional

## Promoción de Permanencia

### Grupo I
| Pos. | Equipo               | Pts. | PJ | G  | E | P  | GF | GC | Dif. | Clasificación              |
| ---- | -------------------- | ---- | -- | -- | - | -- | -- | -- | ---- | -------------------------- |
| 1    | C. D. Orense         | 28   | 18 | 13 | 2 | 3  | 44 | 19 | +25  |                            |
| 2    | Club Puenteareas (A) | 24   | 18 | 11 | 2 | 5  | 39 | 24 | +15  | Ascenso a Tercera División |
| 3    | Turista S. C.        | 24   | 18 | 10 | 4 | 4  | 43 | 36 | +7   |                            |
| 4    | C. D. Lugo           | 22   | 19 | 9  | 4 | 6  | 37 | 24 | +13  |                            |
| 5    | Fabril S. D.         | 20   | 18 | 9  | 2 | 7  | 27 | 25 | +2   |                            |
| 6    | Club Lemos           | 18   | 18 | 9  | 0 | 9  | 33 | 36 | −3   |                            |
| 7    | Brigantium C. F. (A) | 17   | 18 | 8  | 1 | 9  | 29 | 43 | −14  | Ascenso a Tercera División |
| 8    | Marín C. F. (D)      | 13   | 18 | 7  | 0 | 11 | 32 | 39 | −7   | Descenso a Regional        |
| 9    | Arosa S. C. (D)      | 9    | 18 | 4  | 2 | 12 | 26 | 43 | −17  | Descenso a Regional        |
| 10   | Club Santiago (D)    | 2    | 18 | 0  | 5 | 13 | 20 | 41 | −21  | Descenso a Regional        |

 Fuente: Futbolme

### Grupo II
| Pos. | Equipo               | Pts. | PJ | G  | E | P  | GF | GC | Dif. | Clasificación              |
| ---- | -------------------- | ---- | -- | -- | - | -- | -- | -- | ---- | -------------------------- |
| 1    | C. D. Turón          | 23   | 18 | 10 | 3 | 5  | 32 | 20 | +12  |                            |
| 2    | Club Calzada         | 22   | 18 | 9  | 4 | 5  | 33 | 24 | +9   |                            |
| 3    | Santoña C. F.        | 21   | 18 | 10 | 1 | 7  | 36 | 33 | +3   |                            |
| 4    | S. D. Rayo Cantabria | 20   | 18 | 8  | 4 | 6  | 38 | 24 | +14  |                            |
| 5    | Real Juvencia        | 20   | 18 | 8  | 4 | 6  | 33 | 28 | +5   |                            |
| 6    | Real Titánico        | 19   | 18 | 9  | 1 | 8  | 37 | 35 | +2   |                            |
| 7    | U. D. El Entrego (A) | 17   | 18 | 7  | 3 | 8  | 37 | 32 | +5   | Ascenso a Tercera División |
| 8    | C. D. San Martín (D) | 16   | 18 | 6  | 4 | 8  | 24 | 27 | −3   | Descenso a Regional        |
| 9    | C. D. Laredo (D)     | 13   | 18 | 5  | 3 | 10 | 25 | 41 | −16  | Descenso a Regional        |
| 10   | S. D. Barreda        | 9    | 18 | 4  | 1 | 13 | 23 | 54 | −31  |                            |

 Fuente: Futbolme

### Grupo III
| Pos. | Equipo               | Pts. | PJ | G  | E | P  | GF | GC | Dif. | Clasificación              |
| ---- | -------------------- | ---- | -- | -- | - | -- | -- | -- | ---- | -------------------------- |
| 1    | C. D. Basconia       | 31   | 22 | 14 | 3 | 5  | 42 | 26 | +16  |                            |
| 2    | C. D. Guecho         | 29   | 22 | 11 | 7 | 4  | 42 | 24 | +18  |                            |
| 3    | Valmaseda C. F. (A)  | 26   | 22 | 11 | 4 | 7  | 41 | 36 | +5   | Ascenso a Tercera División |
| 4    | S. D. Begoña         | 24   | 22 | 10 | 4 | 8  | 30 | 37 | −7   |                            |
| 5    | Arenas Club          | 23   | 22 | 9  | 5 | 8  | 37 | 32 | +5   |                            |
| 6    | S. C. D. Durango (A) | 23   | 22 | 9  | 5 | 8  | 40 | 38 | +2   | Ascenso a Tercera División |
| 7    | C. D. Mirandés       | 22   | 22 | 8  | 6 | 8  | 40 | 37 | +3   |                            |
| 8    | C. D. Villosa        | 19   | 22 | 6  | 7 | 9  | 37 | 40 | −3   |                            |
| 9    | C. D. Padura (A)     | 18   | 22 | 7  | 4 | 11 | 35 | 49 | −14  | Ascenso a Tercera División |
| 10   | Club Erandio         | 18   | 22 | 6  | 6 | 10 | 24 | 33 | −9   |                            |
| 11   | Club Bermeo (A)      | 17   | 22 | 6  | 5 | 11 | 38 | 41 | −3   | Ascenso a Tercera División |
| 12   | Club Portugalete     | 14   | 22 | 5  | 4 | 13 | 24 | 37 | −13  |                            |

 Fuente: Futbolme

### Grupo IV
| Pos. | Equipo                      | Pts. | PJ | G  | E | P  | GF | GC | Dif. | Clasificación              |
| ---- | --------------------------- | ---- | -- | -- | - | -- | -- | -- | ---- | -------------------------- |
| 1    | C. D. Touring (A)           | 27   | 18 | 13 | 1 | 4  | 39 | 25 | +14  | Ascenso a Tercera División |
| 2    | Villafranca U. C.           | 21   | 18 | 10 | 1 | 7  | 33 | 32 | +1   |                            |
| 3    | J. D. Mondragón             | 21   | 18 | 10 | 1 | 7  | 43 | 33 | +10  |                            |
| 4    | C. D. Recreación de Logroño | 20   | 18 | 9  | 2 | 7  | 35 | 31 | +4   |                            |
| 5    | C. D. Izarra                | 19   | 18 | 7  | 5 | 6  | 41 | 30 | +11  |                            |
| 6    | C. D. Peña Sport            | 18   | 18 | 7  | 4 | 7  | 33 | 37 | −4   |                            |
| 7    | C. D. Azcoyen               | 17   | 18 | 6  | 5 | 7  | 31 | 27 | +4   |                            |
| 8    | C. D. Oberena (A)           | 16   | 18 | 5  | 6 | 7  | 29 | 35 | −6   | Ascenso a Tercera División |
| 9    | C. D. Calahorra             | 11   | 18 | 3  | 5 | 10 | 20 | 41 | −21  |                            |
| 10   | C. D. Anaitasuna (D)        | 10   | 18 | 3  | 4 | 11 | 24 | 37 | −13  | Descenso a Regional        |

 Fuente: Futbolme

### Grupo V
| Pos. | Equipo                   | Pts. | PJ | G  | E | P  | GF | GC | Dif. | Clasificación              |
| ---- | ------------------------ | ---- | -- | -- | - | -- | -- | -- | ---- | -------------------------- |
| 1    | C. D. Calatayud          | 26   | 18 | 12 | 2 | 4  | 48 | 24 | +24  |                            |
| 2    | S. D. Montañesa          | 23   | 18 | 10 | 3 | 5  | 38 | 27 | +11  |                            |
| 3    | C. D. Gallur             | 22   | 18 | 10 | 2 | 6  | 32 | 24 | +8   |                            |
| 4    | C. D. Numancia           | 20   | 18 | 8  | 4 | 6  | 34 | 23 | +11  |                            |
| 5    | C. D. Celta Zaragoza (D) | 20   | 18 | 8  | 4 | 6  | 33 | 33 | 0    | Descenso a Regional        |
| 6    | Utebo C. F.              | 17   | 18 | 7  | 3 | 8  | 37 | 27 | +10  |                            |
| 7    | U. D. Huesca             | 16   | 18 | 7  | 2 | 9  | 26 | 31 | −5   |                            |
| 8    | U. D. Amistad            | 15   | 18 | 6  | 3 | 9  | 37 | 52 | −15  |                            |
| 9    | C. D. Tauste (A)         | 12   | 18 | 5  | 2 | 11 | 26 | 45 | −19  | Ascenso a Tercera División |
| 10   | C. D. Alagón             | 9    | 18 | 2  | 5 | 11 | 17 | 42 | −25  |                            |

 Fuente: Futbolme
Notas:
1. ↑  El C. D. Celta Zaragoza renunció a su plaza para la siguiente temporada

### Grupo VI
| Pos. | Equipo               | Pts. | PJ | G  | E | P  | GF | GC | Dif. | Clasificación              |
| ---- | -------------------- | ---- | -- | -- | - | -- | -- | -- | ---- | -------------------------- |
| 1    | C. D. San Andrés     | 28   | 22 | 12 | 4 | 6  | 65 | 32 | +33  |                            |
| 2    | U. D. Artiguense (A) | 27   | 22 | 11 | 5 | 6  | 37 | 36 | +1   | Ascenso a Tercera División |
| 3    | C. D. Mataró         | 27   | 22 | 11 | 5 | 6  | 48 | 38 | +10  |                            |
| 4    | U. D. Vich           | 27   | 22 | 11 | 5 | 6  | 37 | 31 | +6   |                            |
| 5    | C. F. Mollet         | 24   | 22 | 11 | 2 | 9  | 38 | 34 | +4   |                            |
| 6    | C. D. Moncada        | 24   | 22 | 11 | 2 | 9  | 48 | 39 | +9   |                            |
| 7    | C. D. Puigreig       | 22   | 22 | 9  | 4 | 9  | 53 | 51 | +2   |                            |
| 8    | C. D. Granollers     | 21   | 22 | 8  | 5 | 9  | 47 | 44 | +3   |                            |
| 9    | C. F. Badalona       | 21   | 22 | 8  | 5 | 9  | 41 | 43 | −2   |                            |
| 10   | C. D. Júpiter        | 21   | 22 | 7  | 7 | 8  | 42 | 48 | −6   |                            |
| 11   | A. D. C. Manlleu     | 12   | 22 | 5  | 2 | 15 | 35 | 59 | −24  |                            |
| 12   | C. F. Guíxols        | 10   | 22 | 4  | 2 | 16 | 28 | 64 | −36  |                            |

 Fuente: Futbolme

### Grupo VII
| Pos. | Equipo                    | Pts. | PJ | G  | E | P  | GF | GC | Dif. | Clasificación              |
| ---- | ------------------------- | ---- | -- | -- | - | -- | -- | -- | ---- | -------------------------- |
| 1    | C. F. Hércules Hospitalet | 24   | 18 | 11 | 2 | 5  | 45 | 26 | +19  |                            |
| 2    | U. D. San Martín          | 23   | 18 | 9  | 5 | 4  | 31 | 21 | +10  |                            |
| 3    | C. F. Amposta             | 22   | 18 | 10 | 2 | 6  | 41 | 38 | +3   |                            |
| 4    | U. A. Horta               | 20   | 18 | 8  | 4 | 6  | 37 | 31 | +6   |                            |
| 5    | C. F. Reus Deportivo      | 19   | 18 | 8  | 3 | 7  | 40 | 31 | +9   |                            |
| 6    | U. D. Sans                | 18   | 18 | 8  | 2 | 8  | 41 | 42 | −1   |                            |
| 7    | C. D. Europa              | 17   | 18 | 7  | 3 | 8  | 32 | 33 | −1   |                            |
| 8    | C. D. La Cava (A)         | 17   | 18 | 7  | 3 | 8  | 38 | 40 | −2   | Ascenso a Tercera División |
| 9    | Atlético Pueblo Nuevo (A) | 12   | 18 | 5  | 2 | 11 | 24 | 44 | −20  | Ascenso a Tercera División |
| 10   | U. D. Pueblo Seco         | 8    | 18 | 3  | 2 | 13 | 25 | 48 | −23  |                            |

 Fuente: Futbolme

### Grupo VIII
| Pos. | Equipo                  | Pts. | PJ | G  | E | P  | GF | GC | Dif. | Clasificación              |
| ---- | ----------------------- | ---- | -- | -- | - | -- | -- | -- | ---- | -------------------------- |
| 1    | U. D. Poblense          | 26   | 18 | 11 | 4 | 3  | 43 | 23 | +20  |                            |
| 2    | U. D. Porreras          | 24   | 18 | 12 | 0 | 6  | 45 | 36 | +9   |                            |
| 3    | C. D. Constancia        | 22   | 18 | 10 | 2 | 6  | 37 | 26 | +11  |                            |
| 4    | C. D. Manacor           | 21   | 18 | 10 | 1 | 7  | 45 | 23 | +22  |                            |
| 5    | C. D. Atlético Baleares | 21   | 18 | 10 | 1 | 7  | 55 | 41 | +14  |                            |
| 6    | C. D. Binissalem        | 20   | 18 | 9  | 2 | 7  | 40 | 26 | +14  |                            |
| 7    | C. D. Santañí           | 16   | 18 | 7  | 2 | 9  | 42 | 49 | −7   |                            |
| 8    | C. D. España (A)        | 14   | 18 | 6  | 2 | 10 | 24 | 59 | −35  | Ascenso a Tercera División |
| 9    | C. D. Soledad (A)       | 10   | 18 | 3  | 4 | 11 | 21 | 43 | −22  | Ascenso a Tercera División |
| 10   | C. D. Felanich          | 6    | 18 | 2  | 2 | 14 | 30 | 56 | −26  |                            |

 Fuente: Futbolme

### Grupo IX
| Pos. | Equipo                 | Pts. | PJ | G  | E | P  | GF | GC | Dif. | Clasificación              |
| ---- | ---------------------- | ---- | -- | -- | - | -- | -- | -- | ---- | -------------------------- |
| 1    | Albacete Balompié      | 24   | 18 | 10 | 4 | 4  | 46 | 29 | +17  |                            |
| 2    | Peña Deportiva Soriano | 23   | 18 | 10 | 3 | 5  | 41 | 27 | +14  |                            |
| 3    | C. F. Gandía           | 23   | 18 | 10 | 3 | 5  | 54 | 20 | +34  |                            |
| 4    | Alicante C. F.         | 21   | 18 | 9  | 3 | 6  | 42 | 42 | 0    |                            |
| 5    | C. D. Burriana         | 18   | 18 | 9  | 0 | 9  | 33 | 32 | +1   |                            |
| 6    | C. D. Acero (A)        | 18   | 18 | 8  | 2 | 8  | 31 | 29 | +2   | Ascenso a Tercera División |
| 7    | Onteniente C. F. (A)   | 18   | 18 | 8  | 2 | 8  | 40 | 33 | +7   | Ascenso a Tercera División |
| 8    | U. D. Alcira           | 17   | 18 | 7  | 3 | 8  | 27 | 30 | −3   |                            |
| 9    | Villena C. F. (D)      | 14   | 18 | 5  | 4 | 9  | 32 | 43 | −11  | Descenso a Regional        |
| 10   | Catarroja C. F. (D)    | 4    | 18 | 2  | 0 | 16 | 14 | 75 | −61  | Descenso a Regional        |

 Fuente: Futbolme

### Grupo X
| Pos. | Equipo                      | Pts. | PJ | G  | E | P  | GF | GC | Dif. | Clasificación              |
| ---- | --------------------------- | ---- | -- | -- | - | -- | -- | -- | ---- | -------------------------- |
| 1    | Hellín Deportivo            | 26   | 20 | 11 | 4 | 5  | 68 | 32 | +36  |                            |
| 2    | C. D. Yeclano               | 24   | 20 | 12 | 0 | 8  | 46 | 35 | +11  |                            |
| 3    | Cieza C. F. (A)             | 20   | 20 | 9  | 2 | 9  | 38 | 56 | −18  | Ascenso a Tercera División |
| 4    | C. D. Lorca                 | 20   | 20 | 10 | 0 | 10 | 57 | 40 | +17  |                            |
| 5    | U. D. Cartagenera           | 20   | 20 | 9  | 2 | 9  | 46 | 44 | +2   |                            |
| 6    | Novelda C. F.               | 20   | 20 | 9  | 2 | 9  | 35 | 33 | +2   |                            |
| 7    | S. D. Almansa (A)           | 20   | 20 | 9  | 2 | 9  | 37 | 59 | −22  | Ascenso a Tercera División |
| 8    | Callosa Deportiva C. F. (A) | 19   | 20 | 9  | 1 | 10 | 45 | 30 | +15  | Ascenso a Tercera División |
| 9    | Imperial C. F.              | 18   | 20 | 9  | 0 | 11 | 51 | 45 | +6   |                            |
| 10   | Orihuela Deportiva C. F.    | 17   | 20 | 7  | 3 | 10 | 46 | 65 | −19  |                            |
| 11   | C. D. Aspense (D)           | 16   | 20 | 7  | 2 | 11 | 38 | 68 | −30  | Descenso a Regional        |

 Fuente: Futbolme

### Grupo XI
| Pos. | Equipo                      | Pts. | PJ | G  | E | P  | GF | GC | Dif. | Clasificación              |
| ---- | --------------------------- | ---- | -- | -- | - | -- | -- | -- | ---- | -------------------------- |
| 1    | Peñarroya-Pueblonuevo C. F. | 24   | 18 | 11 | 2 | 5  | 45 | 23 | +22  |                            |
| 2    | Chiclana C. F.              | 23   | 18 | 10 | 3 | 5  | 25 | 15 | +10  |                            |
| 3    | R. C. Recreativo de Huelva  | 20   | 18 | 8  | 4 | 6  | 31 | 24 | +7   |                            |
| 4    | Recreativo Portuense        | 18   | 18 | 8  | 2 | 8  | 35 | 31 | +4   |                            |
| 5    | C. D. Utrera                | 18   | 18 | 8  | 2 | 8  | 29 | 29 | 0    |                            |
| 6    | Coria C. F. (A)             | 17   | 18 | 8  | 1 | 9  | 31 | 30 | +1   | Ascenso a Tercera División |
| 7    | Córdoba C. F.               | 16   | 18 | 7  | 2 | 9  | 32 | 35 | −3   |                            |
| 8    | Lora C. F.                  | 15   | 18 | 6  | 3 | 9  | 23 | 36 | −13  |                            |
| 9    | Constantina C. F.           | 15   | 18 | 8  | 1 | 9  | 22 | 33 | −11  |                            |
| 10   | Puerto Real C. F. (D)       | 12   | 18 | 6  | 0 | 12 | 24 | 41 | −17  | Descenso a Regional        |

 Fuente: Futbolme

### Grupo XII
| Pos. | Equipo              | Pts. | PJ | G  | E | P  | GF | GC | Dif. | Clasificación              |
| ---- | ------------------- | ---- | -- | -- | - | -- | -- | -- | ---- | -------------------------- |
| 1    | C. D. Linares       | 22   | 18 | 9  | 4 | 5  | 42 | 24 | +18  |                            |
| 2    | C. D. Antequerano   | 21   | 18 | 10 | 1 | 7  | 52 | 33 | +19  |                            |
| 3    | Atlético Almería    | 20   | 18 | 9  | 2 | 7  | 42 | 28 | +14  |                            |
| 4    | Recreativo Granada  | 19   | 18 | 9  | 1 | 8  | 48 | 33 | +15  |                            |
| 5    | Motril C. F.        | 18   | 18 | 8  | 2 | 8  | 38 | 32 | +6   |                            |
| 6    | Atlético Bastetano  | 17   | 18 | 8  | 1 | 9  | 24 | 42 | −18  |                            |
| 7    | Martos C. F.        | 17   | 18 | 8  | 1 | 9  | 27 | 38 | −11  |                            |
| 8    | C. D. Ronda (A)     | 16   | 18 | 6  | 4 | 8  | 26 | 39 | −13  | Ascenso a Tercera División |
| 9    | Atlético Malagueño  | 15   | 18 | 7  | 1 | 10 | 26 | 37 | −11  |                            |
| 10   | Villa del Río C. F. | 15   | 18 | 5  | 5 | 8  | 20 | 39 | −19  |                            |

 Fuente: Futbolme

### Grupo XIII

#### Occidental
| Pos. | Equipo                  | Pts. | PJ | G | E | P | GF | GC | Dif. | Clasificación              |
| ---- | ----------------------- | ---- | -- | - | - | - | -- | -- | ---- | -------------------------- |
| 1    | Español C. F. de Tetuán | 19   | 12 | 8 | 3 | 1 | 44 | 20 | +24  |                            |
| 2    | Larache C. F.           | 19   | 12 | 9 | 1 | 2 | 35 | 18 | +17  |                            |
| 3    | S. D. África Ceutí      | 15   | 12 | 6 | 3 | 3 | 19 | 14 | +5   |                            |
| 4    | Unión Tangerina         | 14   | 12 | 6 | 2 | 4 | 21 | 17 | +4   |                            |
| 5    | C. D. Alcázar           | 7    | 12 | 2 | 3 | 7 | 27 | 38 | −11  |                            |
| 6    | C. D. Alcazaba (A)      | 6    | 12 | 2 | 2 | 8 | 11 | 25 | −14  | Ascenso a Tercera División |
| 7    | C. D. Ar Rabita Riadi   | 4    | 12 | 1 | 2 | 9 | 10 | 35 | −25  |                            |

 Fuente: Futbolme

#### Oriental
| Pos. | Equipo               | Pts. | PJ | G | E | P | GF | GC | Dif. |
| ---- | -------------------- | ---- | -- | - | - | - | -- | -- | ---- |
| 1    | S. D. Villa Nador    | 9    | 6  | 4 | 1 | 1 | 7  | 3  | +4   |
| 2    | C. D. Pescadores     | 9    | 6  | 4 | 1 | 1 | 13 | 6  | +7   |
| 3    | C. D. Tesorillo      | 4    | 6  | 2 | 0 | 4 | 10 | 17 | −7   |
| 4    | S. D. Villa Sanjurjo | 2    | 6  | 1 | 0 | 5 | 10 | 14 | −4   |

 Fuente: Futbolme

### Grupo XIV
| Pos. | Equipo                      | Pts. | PJ | G  | E | P  | GF | GC | Dif. |
| ---- | --------------------------- | ---- | -- | -- | - | -- | -- | -- | ---- |
| 1    | C. D. Manchego              | 25   | 18 | 11 | 3 | 4  | 69 | 25 | +44  |
| 2    | C. D. Villanovense          | 25   | 18 | 12 | 1 | 5  | 45 | 32 | +13  |
| 3    | C. F. Calvo Sotelo          | 20   | 18 | 10 | 0 | 8  | 58 | 39 | +19  |
| 4    | C. D. Cacereño              | 20   | 18 | 10 | 0 | 8  | 62 | 39 | +23  |
| 5    | C. D. Montijo               | 20   | 18 | 10 | 0 | 8  | 39 | 35 | +4   |
| 6    | U. D. Azuaga                | 18   | 18 | 8  | 2 | 8  | 59 | 50 | +9   |
| 7    | C. D. Plasencia             | 17   | 18 | 8  | 1 | 9  | 39 | 44 | −5   |
| 8    | C. D. Metalúrgica Extremeña | 14   | 18 | 6  | 2 | 10 | 38 | 69 | −31  |
| 9    | C. D. Ferrocarril           | 12   | 18 | 5  | 2 | 11 | 21 | 46 | −25  |
| 10   | Herencia C. F.              | 8    | 18 | 3  | 3 | 12 | 27 | 78 | −51  |

 Fuente: Futbolme

### Grupo XV
| Pos. | Equipo                              | Pts. | PJ | G  | E | P  | GF | GC | Dif. | Clasificación              |
| ---- | ----------------------------------- | ---- | -- | -- | - | -- | -- | -- | ---- | -------------------------- |
| 1    | Real Ávila C. F.                    | 24   | 18 | 11 | 2 | 5  | 47 | 34 | +13  |                            |
| 2    | Atlético Palencia                   | 23   | 18 | 9  | 5 | 4  | 48 | 27 | +21  |                            |
| 3    | C. F. Júpiter Leonés                | 21   | 18 | 10 | 1 | 7  | 51 | 30 | +21  |                            |
| 4    | S. D. Ponferradina                  | 20   | 18 | 9  | 2 | 7  | 39 | 24 | +15  |                            |
| 5    | S. D. Gimnástica Segoviana          | 18   | 18 | 7  | 4 | 7  | 52 | 35 | +17  |                            |
| 6    | S. D. Unión Castilla                | 18   | 18 | 8  | 2 | 8  | 31 | 53 | −22  |                            |
| 7    | C. D. Béjar Industrial (A)          | 16   | 18 | 7  | 2 | 9  | 38 | 47 | −9   | Ascenso a Tercera División |
| 8    | Atlético Zamora                     | 16   | 18 | 6  | 4 | 8  | 35 | 44 | −9   |                            |
| 9    | CAA Salesianos Salamanca (D)        | 13   | 18 | 6  | 1 | 11 | 30 | 50 | −20  | Descenso a Regional        |
| 10   | C. D. Juventud del Círculo Católico | 11   | 18 | 3  | 5 | 10 | 32 | 59 | −27  |                            |

 Fuente: Futbolme

### Grupo XVI
| Pos. | Equipo                 | Pts. | PJ | G  | E | P  | GF | GC | Dif. | Clasificación              |
| ---- | ---------------------- | ---- | -- | -- | - | -- | -- | -- | ---- | -------------------------- |
| 1    | Aranjuez C. F.         | 27   | 18 | 12 | 3 | 3  | 49 | 25 | +24  |                            |
| 2    | U. B. Conquense        | 20   | 18 | 10 | 0 | 8  | 33 | 33 | 0    |                            |
| 3    | C. D. Parque Móvil (A) | 19   | 18 | 9  | 1 | 8  | 34 | 30 | +4   | Ascenso a Tercera División |
| 4    | C. D. Guadalajara      | 19   | 18 | 9  | 1 | 8  | 44 | 41 | +3   |                            |
| 5    | C. D. Toledo           | 19   | 18 | 9  | 1 | 8  | 52 | 35 | +17  |                            |
| 6    | U. D. Girod            | 18   | 18 | 7  | 4 | 7  | 37 | 33 | +4   |                            |
| 7    | C. D. Leganés          | 17   | 18 | 8  | 1 | 9  | 42 | 45 | −3   |                            |
| 8    | C. D. Cuatro Caminos   | 17   | 18 | 8  | 1 | 9  | 43 | 45 | −2   |                            |
| 9    | C. D. Carabanchel (A)  | 15   | 18 | 8  | 1 | 9  | 29 | 43 | −14  | Ascenso a Tercera División |
| 10   | U. D. San Lorenzo (A)  | 9    | 18 | 4  | 1 | 13 | 31 | 64 | −33  | Descenso a Regional        |

 Fuente: Futbolme